# Eritropoesi
L'eritropoesi és el conjunt de processos de formació, maduració i alliberament al torrent sanguini dels eritròcits, en els òrgans hematopoètics. Té lloc a la medul·la roja d'ossos llargs i plans en l'adult. En el fetus és una mielopoesi operativa. La diferenciació cel·lular triga en aquest cas entre 2-3 dies en produir-se. Un eritròcit madur recorre durant la seva vida fins a 600 km i passen 120 dies abans de ser eliminats.

## Proeritroblast
(14-19um)
- Nucli: gran, rodó amb la cromatina laxa i robusta. Té de dos a tres nuclèols rodejats de cromatina intensa.
- Citoplasma: escàs i basòfil.

## Eritroblast basòfil
(12-17μm)
- Nucli: gran, rodó, de color porpra i centrat. Cromatina més definida, quasi no es veuen nuclèols (que eren els aparells per produir ARN).
- Citoplasma intensament basòfil. Comença a carregar-se d'orgànuls i grànuls. És de color blau perquè el tenyim amb hematoxilina eosina (HE), que és un colorant bàsic.

## Policromatòfils
(12-15 um)
- Nucli: cèntric i rodó, de cromatina visible i compacta. Els nuclèols desapareixen.
- Citoplasma: lleugerament gris blavós, per la gran producció d'hemoglobina.
- Aquestes cèl·lules tornaran a dividir-se.

## Ortocromàtics o normocromàtics
(12-15um) 
- Nucli: molt petit, marginat a un costat del citoplasma, incapaç de sintetitzar ADN, i molt fosc. Acabarà sent expulsat fora de la cèl·lula.
- Citoplasma: abundant, amb molta hemoglobina, i acidòfil.

## Eritròcit
Una cèl·lula mare hematopoètica pot arribar a produir 16 eritròcits. La seva producció la fa a l'espai interreticular.
Com que la pressió alta a l'espai interreticular per la producció de cèl·lules sanguínies les obliga a anar a un lloc amb menys pressió, que en aquest cas serà l'interior del vas, els eritròcits han de passar per l'interstici de les cèl·lules endotelials i en aquest moment el nucli que és dur i poc mal·leable no pot passar per l'estret forat intersticial i queda sol a l'interstici reticular.
En resultat, l'eritròcit es troba dins del sinusoide, sense nucli, la membrana es regenera, i el nucli està a l'espai reticular, que serà eliminat pels macròfags.